# Фізичний рівень
Фізичний шар або фізичний рівень (англ. physical layer)  — перший, найнижчий рівень мережевої моделі OSI, який визначає методи передачі бітів даних як сигнали через канали зв'язку. Фізичний рівень - основа на якій лежить будь-яка мережа.
Фізичний рівень задає середовище передачі, наприклад провідний канал (оптоволокно, вита пара, коаксіальний кабель), безпровідний (наземне радіо, супутниковий канал) тощо.
Після вибору середовища протокол фізичного рівня задає методи модуляції цифрового сигналу в аналоговий і навпаки, а також методи мультиплексування багатьох передач у один фізичний канал.
Складанням таких методів займаються різні організації, в тому числі: Інститут інженерів з електротехніки та електроніки, Альянс електронної промисловості, Європейський інститут телекомунікаційних стандартів і інші.
На цьому рівні також працюють концентратори, повторювачі сигналу й медіаконвертери. Стандартними типами мережевих інтерфейсів, що відносяться до фізичного рівня, є: V.35, RS-232, RS-485, RJ-11, RJ-45, роз'єми AUI і BNC.
Функції фізичного рівня реалізуються на всіх пристроях, підключених до мережі. З боку комп'ютера функції фізичного рівня виконуються мережевим адаптером або послідовним портом. До фізичного рівня відносяться фізичні, електричні і механічні інтерфейси між двома системами.

## Протоколи фізичного рівня
- IEEE 802.15 (Bluetooth),
- IrDA,
- USB
- EIA RS-232, EIA-422, EIA-423, RS-449, RS-485,
- DSL,
- ISDN,
- SONET / SDH,
- 802.11 Wi-Fi,
- Etherloop,
- GSM Um radio interface,
- ITU і ITU-T,
- TransferJet,
- ARINC 818,
- CAN,
- G.hn/G.9960.

## Зноски
1. 1 2 3  Tannenbaum, 2011, с. 89.